# Lac Porce II
Le lac Porce II est un lac de barrage situé dans le département d'Antioquia, en Colombie.  

## Géographie
Le lac Porce II est situé dans la municipalité de Gómez Plata, à 120 km au nord-est de la ville de Medellín. 
Il a un volume de 142,7 millions de m3, pour une superficie de 8,90 km2.